# Filip Hašek
Filip Hašek (* 20. března 1997) je český fotbalový záložník. Jeho otcem je bývalý reprezentant a trenér Martin Hašek, jeho starší bratr Martin je také fotbalistou, jeho mladší bratr Mojmír fotbal nehraje.

## Klubová kariéra
Hašek je odchovancem pražské Sparty. Jediný start v rudém dresu si připsal 4. května 2016 v odvetě semifinále proti Jablonci v neslavném utkání, kde Sparta kvůli šetření hráčů nastoupila s juniory a dorostenci. V červnu 2016 odešel na hostování do druholigové Vlašimi, kde zůstal i pro první polovinu sezony 2017/18. Na jaře 2018 hostoval v Českých Budějovicích. V létě 2018 přestoupil do Bohemians, kde se setkal se svým bratrem a se svým otcem. Na podzim 2019 šel hostovat do slovenského Ružomberku, už v září 2019 ale posílil pražskou Duklu. V lednu 2021 mu vedení Bohemians udělilo svolení hledat si nové angažmá.